# Coordinadora Guerrillera Simón Bolívar
La Coordinadora Guerrillera Simón Bolívar fue un grupo que pretendía unificar el accionar de varias organizaciones guerrilleras en Colombia desde 1987 hasta mediados de la década de 1990. La integraban las Fuerzas Armadas Revolucionarias de Colombia-Ejército del Pueblo, el Ejército de Liberación Nacional, el Ejército Popular de Liberación, M-19, el Partido Revolucionario de los Trabajadores y el Movimiento Armado Quintín Lame.
Después de la desmovilización del M-19, el Quintín Lame, el EPL, y el PRT en 1991, solo continuaron en la Coordinadora las FARC-EP, el ELN y una facción del EPL, hasta que en 1994 cada grupo resuelve continuar la lucha armada por separado.

## Historia

### Antecedentes
La primera encarnación de la CGSB fue la Coordinadora Nacional Guerrillera (CNG), creada en 1985, con el fin de cooperar entre organizaciones guerrilleras y así evitar la fragmentación de sus luchas. Buscaron una mayor fuerza para  sus objetivos, ya que algunas facciones empezaban a desmovilizarse. Por lo contrario, las organizaciones guerrilleras se convocaron entre sí de forma infructuosa en busca de un mayor poder político-militar. Esta coordinadora fue creada por las agrupaciones como el Comando Ricardo Franco Frente-Sur (expulsado en 1986), EPL, M-19, Movimiento Armado Quintín Lame, Partido Revolucionario de los Trabajadores y la Unión Camilista - Ejército de Liberación Nacional conformada por la trilateral del ELN y el Movimiento de Izquierda Revolucionaria-Patria Libre, haciendo de esta coordinadora una plataforma idónea para el debate y la cooperación para la ejecución de objetivos militares a mayor escala. Desde un inicio la coordinadora quería formar un lazo entre los grupos adscritos y las FARC-EP, esto para aprovechar su estructura y alcance.

### Fundación
La primera reunión como CGSB se llevó a cabo en septiembre de 1987, destacando la inclusión de las FARC-EP y que gracias a esta cambió su nombre. El organismo creó un código de honor en relación con el trato a la población civil y estableció procedimientos para solucionar conflictos entre las organizaciones rebeldes que dieron frutos en regiones como Santander, donde las FARC-EP y el ELN lograron superar sus diferencias territoriales para cooperar en contra del "imperialismo yanqui y las fuerzas del estado". Por parte del gobierno colombiano vio esta coordinadora como un retroceso al proceso de desmovilización, que había tenido un importante repunte a finales de los 80´s. Según las fuerzas de seguridad la coordinadora contaría con al menos 60 frentes y al menos 30,000 guerrilleros

### Desarrollo de la CGSB
En abril de 1988 se realizaría la II conferencia del movimiento y en agosto del mismo año una tercera reunión. En 1989 también se realizaron dos reuniones, una en febrero y otra en abril, mientras que en 1990 se realizó la I Cumbre de Comandantes.
La III conferencia ocurrió desde el 13 al 16 de octubre de 1988, donde los temas tratados fue la situación económica y política del país, el creciente paramilitarismo, y los problemas con el narcotráfico, las negociaciones para la liberación de presos políticos, la unificación entre las guerrillas y su apoyo para la lucha popular en Colombia y América Latina.
En los primeros años de conformada, la CGSB no descartaba la posibilidad de un acuerdo de paz y darle una salida pacífica al conflicto, solo si se atendían sus demandas y las de la población. Durante esta etapa el grupo denuncio que el gobierno fue quien no tenía la intención de finalizar el conflicto de manera pacífica.

### Década de 1990
En septiembre de 1990 se realizó la Primera Cumbre de Comandantes “Jacobo Arenas”, donde la coordinadora seguía abierto a un acercamiento al diálogo, pero no descartaba una salida armada al conflicto. En esta década la coordinadora tomo una posición más conformacional, pero con "las ideas y actitudes políticas, filosóficas y religiosas de la población", así como respetando la autonomía de la población indígena colombiana.
El  28 de abril la CGSB realizó una toma guerrillera al corregimiento La Victoria, jurisdicción de Sardinata, en Norte de Santander dejó dos policías heridos, el cuartel de Policía, la oficina de la Empresa Nacional de Telecomunicaciones (Telecom), la Caja Agraria y el puesto de salud destruidos.

#### Diálogos de paz
30 de abril de 1991 miembros de la CGSB tomaron sin el uso de la fuerza la embajada de Venezuela en Bogotá, esto para disuadir a las autoridades colombianas de realizar un acercamiento para dialogar una salida pacífica al conflicto (tanto para que participara el gobierno como la  Conferencia Episcopal Colombiana). En esta "toma" los guerrilleros participantes pidieron asilo diplomático al gobierno de Venezuela.
Finalmente el 17 de mayo de 1991 el estado colombiano y la CGSB acuerdan dialogar en la ciudad de Caracas, para terminar reuniéndose hasta el 4 de junio del mismo año. Las conversaciones entre las guerrillas del CGSB y el gobierno de César Gaviria comenzaron en junio de 1991 en Caracas, donde el mismo año se reunieron en dos ocasiones. Los diálogos de paz se trasladaron en el Centro Vacacional La Trinidad en Tlaxcala en Tlaxcala, México, esto por el posterior Golpe de Estado de febrero de 1992 en Venezuela, rompiéndose momentáneamente las conversaciones. En el contexto de los diálogos, el CGSB presentó al gobierno un documento de doce propuestas para la construcción de paz. Una de las preocupaciones del grupo fueron el del auge de la unión del paramilitarismo y el nárcotrafico. A pesar de los avances realizados por las negociaciones, hubo ataques armados en ambos bandos, como el realizado en Villavicencio, dejando 9 policías Antinarcóticos muertos, en una emboscada en Santander, dejó 6 oficiales muertos, y finalmente un ataque a un oleoducto que dejó a dos menores de edad muertos y dos heridos.
El 20 de mayo de 1992 la coordinadora realizó la toma guerrillera de El Carmen, Norte de Santander y destruyeron el puesto de policía y la sede de la Caja Agraria. En el atentado dejó un suboficial muerto, dos agentes heridos y un desaparecido.
Para el 20 de noviembre un grupo de intelectuales colombianos escribe a la CGSB proponiéndoles su desmovilización e iniciar diálogos de paz debido a la pérdida de vigencia de sus luchas armadas, a los cuales la CGSB respondió el 2 de diciembre que la falta de paz era por parte del gobierno y que tanto sociedad como gobierno debían seguir buscando caminos de paz.
Ya para junio de 1991 se observaban leves avances en los acuerdos.
El 18 de junio de 1994, miembros de la UC-ELN y el Bloque Popular Miliciano (pertenecientes al CGSB) atacaron nueve sucursales bancarias y financieras de Medellín, dejando una menor herida y daños de más de 150 millones de pesos. No fue hasta el 26 de julio miembros del CGSB atacaron una base militar en el corregimiento Puerto Valdivia, norte de Antioquia], dejaron un soldado herido y bloquearon la vía a la Costa Caribe por más de diez horas.

### Disolución
La CGSB se disolvería a finales de año, debido a las disputas entre el ELN, y las FARC-EP. Antes de eso, el 30 de septiembre del mismo año, se suspendieron los acuerdos entre las guerrillas implicadas y el estado colombiano, esto en respuesta al atentado sufrido por Aurelio Iragorri Hormaza, en el que murieron cinco personas.

### Legado e intentos de refundación
En 2015 se propuso volver a conformar dicha Coordinadora en pro de los diálogos con el gobierno, lo cual no se concretó y las FARC-EP se desmovilizaron en 2016, quedando solo el ELN como grupo armado vigente.

Integrantes de la Coordinadora Guerrillera Simón Bolívar
Movimiento Armado Quintín Lame (1984-1991)
Unión Camilista - Ejército de Liberación Nacional (1964-actualidad)
Movimiento 19 de Abril (1974-1990)
Fuerzas Armadas Revolucionarias de Colombia - Ejército del Pueblo (1964-2016)
Ejército Popular de Liberación (1967-1991)
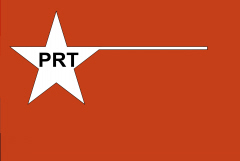
Partido Revolucionario de los Trabajadores (1982-1991)

## Menciones
- Julián Conrado en su vallenato "Regreso Simón"